# Australopithecus afarensis
Australopithecus afarensis je izumrli hominid koji je živio u vremenskom razdoblju od 3,9 do 2,9 milijuna godina prije današnjice. A. afarensis je bio gracilne građe, slično vremenski recentnijem Australopithecusu africanusu. Smatra se da je A. afarensis evolucijski tijesno povezan s rodom Homo (koji obuhvaća i modernog čovjeka Homo sapiensa), ili kao izravni predak ili kao bliski rođak nepoznatog zajedničkog pretka, od bilo kojeg drugog primata onog doba.
Najpoznatiji fosil ove vrste je djelomično očuvan kostur nazvan "Lucy" (star 3,2 milijuna godina) koji je pronašao Donald Johanson i kolege. Ime je dobio po Beatlesovoj pjesmi Lucy in the Sky with Diamonds, koju su otkrivači uporno uzastopno slušali za vrijeme slavlja nakon otkrića.

## Nalazišta
Fosili Australopithecusa afarensisa otkriveni su samo u Istočnoj Africi. Iako je Laetoli definiran kao tipični lokalitet pronalaska A. afarensisa, najbrojniji fosilni ostaci ove vrste nađeni su Hadaru, pokrajini Afar u Etiopiji, uključujući i gore spomenuti djelomični kostur "Lucy" kao i "prvu obitelj" pronađenu na lokalitetu AL 333. Drugi lokaliteti na kojimasu pronaženi ostaci A. afarensisa su Omo, Maka, Fejej i Belohdelie u Etiopiji, i Koobi Fora i Lothagam u Keniji.

## Anatomija

### Karakteristike lubanje, zubi i moždani volumen
U usporedbi s modernim i izumrlim čovjekolikim majmunima, A. afarensis je imao smanjene očnjake i kutnjake, iako još uvijek relativno veće od modernih ljudi. Imao je relativno mali moždani volumen oko 380–430 cm3 i lice s izbočenom čeljusti (prognatizam).
Prikaz dvonožnog hominida s malim mozgom i primitivnom morfologijom lica bila je prava senzacija za svijet paleoantropologije onog doba. U vrijeme pronalaska ovih fosila smatralo se da je prva velika prilagodba ondašnjih hominina bila upravo povećanje mozga.
Prije otkrića A. afarensisa 1970-ih, stručnjaci su vjerovali da je povećanje moždanog volumena prethodilo dvonožnom hodu. Razlog tome je što su jedini poznati ostaci onog doba već imali relativno veliki moždani volumen (npr. KNM-ER 1470, Homo rudolfensis, koji je otkriven samo nekoliko godina prije Lucy i imao je moždani volumen od oko 800 cm³).

### Morfologija kostura i hod
Mešu znanstvenicima se vodi živa rasprava oko načina hodanja A. afarensisa. Dio studija navode da je A. afarensis bio gotovo u potpunosti dvonožan, dok drugi tvrde da se još uvijek djelomično kretao po stablima. Anatomija šake, stopala i ramenih zglobova daju višestruke dokaze u korist druge hipoteze. Posebno je morfologija lopatice vrlo slična onoj današnjih majmuna i vrlo različita od one kod modernog čovjeka. Zakrivljenost kosti prstiju na šakama i stopalima bliži s onome kod modernih čovjekolikih majmuna i ukazuje na njihovu sposobnost vrlo učinkovitog penjanja i hvatanja grana. s druge strane, gubitak sposobnosti abdukcije nožnog palca, time i gubitka sposobnosti hvatanja grana stopalima (karakteristično za sve ostale primate) ukazuje da A. afarensis više nije bio prilagođen penjanju.
Mnoge karakteristike kostura A. afarensisa daju čvrste naznake o dvonožnom hodanju, do te mjere da su neki znanstvenici pretpostavili da se dvonožno hodanje evoluiralo puno prije pojave A. afarensisa. Od svih anatomskih karakteristika, zdjelica je puno više slična ljudskoj zdjelici, nego zdjelici majmuna. Bočne kosti su kratke i široke, križna kost je široka i izravno pozicionirana iza zgloba kuka, a jasano je vidljiva široka površina hvatanja mišića ekstenzora koljena. Iako zdjelica nije potpuno slična ljudskoj, ove karakteristike jasno ukazuju na morfologiju kostura prilagođenu dvonožnom hodanju.
Bedrena kost A. afarensisa stoji pod kutom, udaljenija je od okomite osi tijela u zglobu kuka i postupno se bliži osi tijela prema koljenu. Ova je karakteristika omogućavala stopalu da dodiruje tlo bliže okomitoj osi tijela, što je vrlo jak dokaz uobičajenog dvonožnog kretanja. Nožni je palac u adukciji, priljubljen uz drugi prst, tako da je "A. afarensisu" bilo nemoguće hvatati grane donjim udovima. Gubitak sposobnosti hvatanja stopalom povećava rizik pada mladunčadi, pošto se mladunčad primata čvrsto drži za majku svima četirima udovima. Bez mogućnosti hvatanja donjim udovima mladunče nije u stanju čvrsto se držati za majku, pa ga vjerojatno majka mora pridržavati čineći tako penjanje na drveće otežanim. Ovo je još jedna naznaka da je ovaj hominin vjerojatno povodio većinu vremena na tlu. Morfologija kosti stopala, posebno petne kosti, ukazuju na dvonožno kretanje.
Računalna kinematička simulacija funkcionalnih karakteristika kostura dokazuju da je A. afarensis bio sposoban za dvonožno hodanje na isti način kako to čine moderni ljudi, u uspravnom položaju ili sa savijenim kukovima i koljenima, ali nije mogao hodati dvonožnim hodom modernih čimpanzi. Uspravni položaj prilikom dvonožnog hodanja bio je puno učinkovitiji od hodanja u položaju s povijenim kukovima i koljenima, trošeći dvostruko manje energije.

A. afarensis je vjerojatno bio učinkovit u dvonožnom kretanju na kratke udaljenosti, a razmak tragova stopala u Laetoliju ukazuje na brzinu kretanja od 1 m/s ili bržu, što je slično srednjoj brzini hodanja modernog čovjeka. Ovaj se podatak dovodi u pitanje, jer pronalazak fosila Australopithecusovog stopala podiže sumnju da tragove iz Laetolija nije ostavio Australopithecus. Mnogi znanstvenici također sumnjaju u samu sposobnost ove vrste za dvonožno hodanje, te objašnjavaju da iako se Australopithecus mogao kretati dvonožno, njegov je hod bio bitno različit od hoda modernog čovjeka.
S druge strane, anatomija zglobova šake mogla bi ukazivati na mogućnost kretanja oslanjanjem na šake, kao npr. kod suvremenih gorila, iako, je ovaj zaključak doveden u pitanje usporedbom s anatomijom kostiju šake različitih vrsta primata koji se kreću oslanjajući se na šake. Rameni zglob je također orijentiran više kranijalno u odnosu na modernog čovjeka, ali slično modernim čovjekolikim majmunima. U kombinaciji s relativno dugim gornjim udovima, misli se da je A. afarensis imao veliku sposobnost korištenja ruku iznad glave za vrijeme penjanja. Osim toga, radigrafsko skeniranje lubanja A. afarensisa otkriva koštanu građu unutarnjeg uha, koja ne podržava učinkovito dvonožno hodanje.
Uspravni dvonožni hod razvio se od načina kretanja s osloncem na šakama i povijenim položajem nogu, na način kako se danas po tlu kreću čimpanze i gorile, ali fosili Orrorina tugenensisa dokazuju prisutnost dvonožnog hoda još prije 5 milijuna godina i prije, otprilike u istom razdoblju kad je, po genetičkim studijama, došlo do odvajanja evolucijske linije čovjeka i čimpanze. Moderni čovjekoliki majmuni i fosili njihovih predaka otkrivaju prilagodbe kostura uspravnom položaju u smislu istezanja prilikom hvatanja grana kod penjanja po drveću. Predloženo je stoga da je uspravni položaj, s ravnim položajem nogu prilikom hodanja, izvorno bila prilagodba boravljenju na drveću.
Klimatske promjene prije 11 do 10 milijuna godina promijenile su raširenost i gustoću šumskih staništa u Istočnoj i Središnjoj Africi, što je smanjilo mogućnost kretanja penjanjem i prijelazom iz krošnje jednog stabla na drugu. Pretpostavlja se da su u tom razdoblju drevni hominidi razvili uspravni hod kao prilagodbu kretanju po tlu, dok su se preci gorila i čimpanza više specijalizirali u penjanju na okomita debla stabala ili na lijane u poziciji povijenih kukova i koljena, prisilivši ih na kretanje oslanjanjem na prednje šake prilikom kretanja po tlu. A. afarensis je vjerojatno koristio dvonožni hod za kretanje po tlu, iako je još uvijek imao ruke dobro prilagođene penjanju na manja stabla.

## Ponašanje
Rekonstrukcija ponašanja izumrlih vrsta hominina u zajednici vrlo je teško, ali na temelju spolnog dimorfizma njihova se socijalna struktura može usporediti onima današnjih čovjekolikih majmuna. Iako se među stručnjacima još uvijek vodi živa rasprava o razini spolnog dimorfizma između mužjaka i ženki A. afarensisa,  mužjaci su gotovo sigurno bili bitno krupniji od ženki.  Ako se opažanja o vezi između spolnog dimorfizma i i socijalne strukture modernih čovjekolikh majmuna primijene na A. afarensisa, tada su vjerojatno jedinke ove vrste živjele u malim obiteljskim skupinama sastavljenima od jednog dominantnog mužjaka i nekoliko ženki za parenje.
Dugo se vremena smatralo da A. afarensis nije koristio kameni alat, a paleoantropolozi su vjerovali da je starost prvog kamenog alata oko 2,5 milijuna godina. Međutim, jedna je studija objavljena 2010.  dokazala da su rani hominini jeli meso režući ga od trupla životinja pomoću kamenog alata. Ovo otkriće pomiče granicu korištenja kamenog alata na 3,4 milijuna godina prije današnjice.

## PrimjerciAustralopithecusa afarensisa

### Nomenklaturalni tipovi vrste
Nomenklaturalni tip vrste  A. afarensis je LH 4, čeljust odrasle jedinke iz fosilnog nalazišta Laetoli u Tanzaniji.
Holotip je čeljust "Garusi 1", koju je otkrio Kohl-Larsen u Laetoliju

### AL
Svi fosili pronađeni u regiji Afar označeni su kraticom "AL" što znači "Afar Locality" (lokalitet Afar).
- AL 129-1

Prvi zglob koljena A. afarensisa otkrio je 1973. Donald Johanson kao dio istraživačkog tima u kojem su sudjelovali Maurice Taieb,  Yves Coppens i Tim White u etiopskoj Afarskoj depresiji.
- AL 200-1
- AL 288-1 ("Lucy")

Prvi kostur A. afarensisa otkrio je 24. studenog 1974. u blizini Hadara u Etiopiji Tom Gray u pratnji Donalda Johansona, kao dio tima kojem su sudjelovali Maurice Taieb, Yves Coppens i Tim White u etiopskoj Afarskoj depresiji.
- AL 333

Godine 1975., godinu dana poslije otkrića Lucy, tim Donalda Johansona otkrio je novo nalazište u Hadaru s više od 200 fosilnih uzoraka od najmanje 13 jedinki, kako odraslih tako i djece. Ovaj nalaz AL 333, je općenito poznat kao "prva obitelj". Blizina i raspored fosilnih ostataka ukazuju na to da su sve jedinke umrle u isto vrijeme, što je izuzetno otkriće.
- AL 444
- AL 444-2

Ovo je lubanja mužjaka otkrivena u Hadaru 1992. godine. U trenutku otkrića, ovo je bila prva potpuno očuvana lubanja A. afarensisa. Manjak potpunih kraniofacijalnih fosilnih ostataka A. afarensis prije pronalaska lubanje 444 2, uvelike je otežavao analizu evolucijske važnosti ove vrste. U svijetlu otkrića lubanje AL 444 2 i novijih craniofacijalnih ostataka, Kimbel, Rak i Johanson zastupaju tezu o taksonomskom jedinstvu A. afarensisa.

### Selam
Godine 2000. otkriven je kostur trogodišnje ženke A. afarensisa na lokalitetu Dikika, u Etiopiji, samo nekoliko milja dalje od mjesta pronalaska Lucy. Kostur je obuhvaćao potpuno očuvanu lubanju i prsni koš i većinu kosti udova. Morfološke karakteristike kostura ukazuju na određenu prilagodbu dvonožnom hodanju (bipedalizam) ali i penjanju na drveće, iste karakteristike već prisutne kod fosila Lucy i na pola puta između anatomije čovjeka i čovjekolikih majmuna. Ova "Baby Lucy" službeno je dobila ime "Selam" što na amharski jezik|amharskom jeziku znači "mir".

### Otkriće u Hadaru 2011.
U valjači 2011., objavljeno je otkriće 3,2 milijuna stare kosti u Hadaru u Etiopiji na lokalitetu AL 333. Kost stopala pokazuje prisutnost luka stopala, što nepobitno dokazuje da je ova vrsta većinu vremena hodala uspravno. Kost stopala je jedna od 49 novootkrivenih kostiju ove vrste, što dokazuje da je A. afarensis, prema riječima jednog od vodećih znanstvenika "puno više sličan čovjeku nego što smo si prije zamišljali".

## Povezani radovi
Recentni pronalasci u regiji Afar, uključujući i mnoge kosti hominina iz lokaliteta 333, bili su iz istog vremenskog razdoblja. Na temelju toga su Johnson i White iznijeli teoriju da su hominini iz Koobi Fore živjeli istovremeno kad i hominini iz Afara. Drugim riječima, postojale su različite i nezavisne populacije koje su razvile dvonožni hod i ravno lice.
Godine 2001., Meave Leakey je predložila imenovanje novog roda i vrste hominina, Kenyanthropus platyops, za definiranje fosilne lubanje KNM WT 40000.  Ova lubanja ima ravno lice, ali ostaci su loše sačuvani i vrlo fragmentirani. Ovi ostaci imaju mnoge druge karakteristike slične ostacima A. afarensisa.  Ovaj je fosilni nalaz do danas jedini pripadnik svog roda i vrste i njegovo se razdoblje postojanja podudara s razdobljem postojanja A. afarensisa.
Tim Whte i suradnici otkrili su 1992. godine još jednu vrstu, kasnije imenovanu Ardipithecus ramidus. Ova vrsta je od 5,8 do 4,4 milijuna godina u razdoblju još uvijek šumovitog staništa, a ipak je razvila potpuno dvonožno hodanje. Znanstvenici su na temelju dostupnih fosila jedinke nazvane Ardi ugrubo procijenili moždani kapacitet Ardipithecusa ramidusa na 300 do 350 cm³.

## Unutarnje poveznice
- Evolucija čovjeka
- Popis čovječjih evolucijskih fosila

## Vanjske poveznice
- Asa Issie, Aramis and the origin of Australopithecus
- Lucy at the American Museum of Natural History in Manhattan
- Lucy at the Institute of Human Origins at Arizona State University  Arhivirana inačica izvorne stranice od 5. ožujka 2009. (Wayback Machine)
- Afarensis
- Anthropological skulls and reconstructions
- Becoming Human: Paleoanthropology, Evolution and Human Origins
- National Geographic "Dikika baby"  Arhivirana inačica izvorne stranice od 6. listopada 2008. (Wayback Machine)
- MNSU
- Archaeology Info  Arhivirana inačica izvorne stranice od 16. svibnja 2011. (Wayback Machine)
- Australopithecus afarensis na Smithsonianu

Human Origins Program:
- Washington State University – Australopithicus afarensis: The story of Lucy  Arhivirana inačica izvorne stranice od 8. travnja 2008. (Wayback Machine)
- Australopithecus afarensis - članak u časopisu "Science"